# تعقیب آتشین
تعقیب آتشین (به انگلیسی: Hot Pursuit) یک فیلم کمدی اکشن آمریکایی محصول سال ۲۰۱۵ به کارگردانی آن فلچر و توزیع‌شده توسط برادران وارنر است. این اثر توسط دیوید فینی و جان کواینتنس نوشته شده‌است. داستان به دنبال یک افسر پلیس است که مأمور شده‌است از بیوه یک رئیس مواد مخدر در برابر پلیس‌های فاسد و جنایتکارانی که می‌خواهند او را بکشند، در حالی که در تگزاس مسابقه می‌دهند تا از شناسایی جلوگیری کنند، محافظت کند. ریس ویترسپون و سوفیا ورگارا بازیگران اصلی این فیلم هستند.
این فیلم توسط نیو لاین سینما تولید شد و در ۸ مه ۲۰۱۵ اکران شد. در آخر هفته افتتاحیه ۱۳٫۹ میلیون دلار و ۵۱٫۴ میلیون دلار در سراسر جهان در مقابل بودجه ۳۵ میلیون دلاری فروخت. نقدهای منفی منتقدان را دریافت کرد و بر اساس ۱۷۹ بررسی در راتن تومیتوز دارای ۸ درصد تاییدیه است.

## خلاصه داستان
یک پلیس خشک و مقرراتی سعی می‌کند از بیوهٔ یک مافیای مواد مخدر، در جریان فرار از تگزاس، در مقابل پلیس‌های خلاف‌کار و قاتلان مسلح محافظت کند و…

## بازیگران
- ریس ویترسپون
- سوفیا ورگارا
- جیم گافیگان
- رابرت کازینسکی
- وینسنت لارسکا
- مایکل ماسلی

## تولید
فیلمبرداری اصلی در ۱۲ می ۲۰۱۴ در نیواورلئان آغاز شد و دو ماه طول کشید.